# Europa Cup i ishockey 1970-71
Europa Cup 1970-71 var den sjette udgave af Europa Cup'en i ishockey, arrangeret af International Ice Hockey Federation, og turneringen med deltagelse af 16 hold blev spillet i perioden fra oktober 1970 til 4. september 1971.
Turneringen blev vundet af HK CSKA Moskva fra Sovjetunionen, som i finalen besejrede ASD Dukla Jihlava med samlet 10-3 over to kampe. Det var tredje sæson i træk, at turneringen blev vundet af HK CSKA Moskva.

## Format og hold
De nationale mestre i sæsonen 1969-70 i IIHF's medlemslande i Europa kunne deltage i turneringen, sammen med den forsvarende mester, HK CSKA Moskva. Turneringen blev afviklet som en cupturnering, hvor hvert opgør blev spillet over to kampe, idet holdene mødtes på både hjemme- og udebane. Opgørene blev afgjort i form at summen af de to resultater, og hvis stillingen var uafgjort, blev opgøret afgjort i straffeslagskonkurrence umiddelbart efter den anden kamp.
| - SG Cortina - EC Klagenfurter AC - Helsingfors IFK - KSF - EV Landshut - Chamonix HC - Vålerenga IF - Újpesti Dózsa SC | - Krakra Pernik - GKS Katowice - HK Jesenice - SG Dynamo Weißwasser - Brynäs IF - HC La Chaux-de-Fonds - ASD Dukla Jihlava - HK CSKA Moskva (forsvarende mester) |

## Resultater

### Første runde
| Datoer | Datoer | Hjemmehold i 1.kamp | Hjemmehold i 2.kamp  | Total | 1.kamp | 2.kamp |
| ------ | ------ | ------------------- | -------------------- | ----- | ------ | ------ |
| 6.10.  | 11.10. | Helsingfors IFK     | GKS Katowice         | 8−2   | 4−2    | 4−0    |
|        | 4.11.  | Chamonix HC         | EC Klagenfurter AC   | 4−11  | 3−5    | 1−6    |
|        |        | KSF                 | Újpesti Dózsa SC     | 4−12  | 3−7    | 1−5    |
|        |        | Vålerenga IF        | SG Dynamo Weißwasser | 4−12  | 2−5    | 2−7    |
|        |        | HK Jesenice         | Krakra Pernik        | 23−5  | 13−3   | 10−2   |
|        |        | SG Cortina          | EV Landshut          | 5−7   | 3−4    | 2−5    |

### Anden runde
| Datoer | Datoer | Hjemmehold i 1.kamp  | Hjemmehold i 2.kamp  | Total | 1.kamp | 2.kamp |
| ------ | ------ | -------------------- | -------------------- | ----- | ------ | ------ |
|        |        | HK Jesenice          | SG Dynamo Weißwasser | 5−12  | 2−5    | 3−7    |
| 16.11. | 27.11. | Helsingfors IFK      | Brynäs IF            | 6−11  | 4−4    | 2−7    |
| 16.12. | 20.12. | Újpesti Dózsa SC     | SG Cortina           | 7−7   | 3−1    | 4−6    |
| 17.11. | 26.11. | HC La Chaux-de-Fonds | EC Klagenfurter AC   | 2−4   | 1−2    | 1−2    |

### Kvartfinaler
| Datoer | Datoer | Hjemmehold i 1.kamp  | Hjemmehold i 2.kamp | Total | 1.kamp | 2.kamp |
| ------ | ------ | -------------------- | ------------------- | ----- | ------ | ------ |
| 6.1.   | 12.1.  | SG Cortina           | EC Klagenfurter AC  | 6−4   | 6−1    | 0−3    |
| 17.12. | 20.12. | SG Dynamo Weißwasser | Brynäs IF           | 8−17  | 3−5    | 5−12   |

### Semifinaler
I semifinalerne trådte de forsvarende mestre, HK CSKA Moskva, og de tjekkoslovakiske mestre ASD Dukla Jihlava, ind i turneringen.
| Datoer | Datoer | Hjemmehold i 1.kamp | Hjemmehold i 2.kamp | Total | 1.kamp | 2.kamp |
| ------ | ------ | ------------------- | ------------------- | ----- | ------ | ------ |
| 17.2.  | 19.2.  | Brynäs IF           | HK CSKA Koskva      | 6−12  | 2−6    | 4−6    |
| 6.8.   | 8.8.   | SG Cortina          | ASD Dukla Jihlava   | 6−11  | 4−6    | 2−5    |

### Finale
| Datoer | Datoer | Hjemmehold i 1.kamp | Hjemmehold i 2.kamp | Total | 1.kamp | 2.kamp |
| ------ | ------ | ------------------- | ------------------- | ----- | ------ | ------ |
| 1.9.   | 4.9.   | HK CSKA Koskva      | ASD Dukla Jihlava   | 10−3  | 7−0    | 3−3    |